# Paulo Araujo (político)
Paulo Roberto Araujo (Cuiabá), é um político brasileiro, filiado ao PP. Nas eleições de 2022, foi eleito deputado estadual pelo MT.